# Baron Forteviot

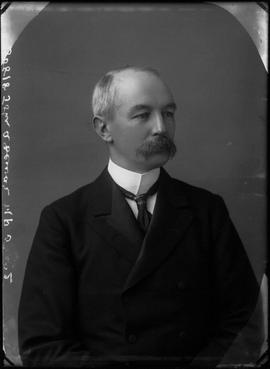
John Dewar, 1. Baron Forteviot

Baron Forteviot, of Dupplin in the County of Perth, ist ein erblicher britischer Adelstitel in der Peerage of the United Kingdom.
Familiensitz der Barone war Dupplin Castle und ist heute Aberdalgie House beide in Aberdalgie, Perthshire.

## Verleihung
Der Titel wurde am 4. Januar 1917 durch Letters Patent für den Geschäftsmann und liberalen Politiker Sir John Dewar, 1. Baronet geschaffen. Er war Vorsitzender der Whisky-Destillerie-Gesellschaft „John Dewar and Sons“ und war bereits am 24. Juli 1907 in der Baronetage of the United Kingdom zum Baronet, of the City of Perth, erhoben worden.
Heutiger Titelinhaber ist seit 1993 dessen Enkel John Dewar, 4. Baron Forteviot.

## Liste der Barone Forteviot (1917)
- John Dewar, 1. Baron Forteviot (1856–1929)
- John Dewar, 2. Baron Forteviot (1885–1947)
- Henry Dewar, 3. Baron Forteviot (1906–1993)
- John Dewar, 4. Baron Forteviot (* 1938)

Titelerbe (Heir Apparent) ist der Sohn des aktuellen Titelinhabers, Hon. Alexander Dewar (* 1971).